# 沙赫多尔
沙赫多尔（羅馬化：Shāhdol）是印度中央邦沙赫多爾縣的一个城镇。总人口78583（2001年）。

## 人口
该地2001年总人口78583人，其中男性41373人，女性37210人；0—6岁人口9532人，其中男4989人，女4543人；识字率76.09%，其中男性为82.11%，女性为69.40%。